# Нирун-монголы
Ниру́н-монго́лы, ниру́ны (монг. Нирун) — общее название одной из ветвей средневековых коренных монголов. Потомки племен, входивших в общность нирунов, широко представлены среди современных монгольских народов.

## Этноним
Согласно преданию, Алан-гоа, легендарная прародительница нирун-монголов, родила трех своих сыновей не из своего чрева, а из крестца. Нирун — это древнее произношение монгольского слова нуру (крестец).

## История
Как известно, коренные монголы разделялись на две части: нирун и дарлекин. Нирун является общим названием одной из ветвей коренных монголов. Дарлекины являются потомками племен нукуз (нохос) и кият, обитавших в Эргунэ-кун, легендарной прародине монголов. Согласно историческому преданию, племя дарлекин являлось собственностью Бэлгэнутэя (Бельгунотая) и Бугунутэя (Бугунотая), двух сыновей Добун-Мэргэна, рожденных от Алан-гоа-хатун еще при его жизни. А племя Буха Хатаги (Бугу-Хатаги, Бугу-Хадаги), Бугуту Салжи (Бухуту-Салчжи, Бухату-Салчжи) и Бодончар Мунхаг, рожденных Алан-гоа в бытность ее уже вдовой Добун-Мэргэна, называлось нирун.
Согласно «Сборнику летописей», народы, которые произошли от трех сыновей Алан-гоа, рожденных после смерти Добун-Мэргэна (Добун-Баяна), делятся на два подразделения. Первое подразделение — это нируны в собственном смысле: катакин (хатагин), салджиут, тайджиут, хартакан (артакан, арикан), сиджиут, чинос (чонос), который называют также нукуз (нохос), нуякин (ноёхон), урут, мангут, дурбан (дурбэн), баарин, барулас, хадаркин (адархин), джуръят (джурьят, джаджират, джадаран), будат, дуклат (доглат), йисут (бэсут), сукан (сухан) и кингият (кунгият). Второе подразделение — нируны, которых также называют киятами; они разделяются на две ветви; кияты вообще и в этом смысле они объединяют роды: юркин (джуркин, чжуркин), чаншиут, кият-ясар и кият-борджигин. В составе рода баарин упоминаются ветви илингут и суканут. Этноним кингият в ряде источников сопоставляется с родовым именем ханкас. Также упоминается род нир-хойин (нирун-хойин, хойин-иргэн), потомки Некун-тайджи.
Согласно Рашид ад-Дину, племена нуякин, урут и мангут имеют близкородственное происхождение. При этом в числе племен, родственных урутам и мангутам, упоминаются конкотан, сунит, каркас, барулас, барин-илингут, илджит, кекуман, урнаут, арулат, йисут. В составе мангутов упоминаются ветви: оймангут (лесные мангуты), усуту мангут (речные мангуты, усуту-мангун).
Каждое племя, основанное потомками Алан-гоа и Добун-Мэргэна (Добун-Баяна), было отмечено своим именем, вследствие чего название кият исчезло. Позже кият (хиад) стало названием рода Хабул-хана, потомка Алан-гоа, первого хана государства Хамаг Монгол. Есугей, внук Хабул-хана и отец Чингисхана, основал род кият-борджигин (хиад-боржигин).
В «Сокровенном сказании монголов» в числе племен, произошедших от потомков Алан-гоа, включая Бельгунотая и Бугунотая, упоминаются следующие роды: бельгунот (бэлгунут), бугунот (бугунут), хатагин, салчжиут, борчжигин, чжадаран, баарин и менен-баарин, чжоуреид (чжоуредцы), ноякин (ноёхон), барулас: еке-барула и учуган-барула, эрдемту-барулас и тодоен-барулас, будаад, адаркин, урууд, мангуд, тайчиуд, бесуд, оронар, хонхотан, арулад, сонид, хабтурхас, генигес, юркин (джуркин, чжуркин, жүрхэн). Также упоминаются племена чинос, дорбен, чаншиут. Кроме Уруудая и Мангутая приводятся имена еще двоих сыновей Начин-Баатура — Шичжуудай (Шижигудай, Шижуудай) и Дохолодай (Доголдай, Доколадай). Шижигудай у Аюудайн Очира описан в качестве основателя рода сиджиут. Дохолодай — основатель рода дуглат. В числе нойонов-тысячников монгольской армии упоминается Кингиядай (Кинкиядай) из племени олхонут. Также в «Алтан Тобчи упоминается племя уджиэт (уджэгэт, узон), произошедшее от трех сыновей Хутула-хагана, сына Хабул-хагана, — Джочи (Чжочи, Зочи), Кэрмиху (Гирмау, Хирмау) и Алтана. В числе племен, произошедших от сыновей Чаочжин-Ортегая, наряду с оронар, хонхотан, арулад, сонид, хабтурхас, генигес упоминается род кэит (гэид, гийд).
Кроме этого в монгольской исторической литературе нирунами также принято называть жужаней.

## Современность
Из архивных документов известно, что среди делегатов Первого Великого Хурулдана, состоявшегося в 1924 году в Монголии, были носители родовых названий нирун, нирун хиан и нурун (нуруун). Представители рода нирун зарегистрированы в сомоне Алдархаан Завханского аймака; рода нирун хиан в сомоне Тосонцэнгэл Завханского аймака; рода нурун (нуруун) в сомоне Эрдэнэ Центрального аймака Монголии. В сомоне Халхгол Восточного аймака отмечен род гэрүүд кости хонхатнууд (хонхотнууд). Представители рода мэнглиг (мэнлиг), ответвления рода хонхотон (хонхотан), зарегистрированы в сомонах Булган, Цагаан-Овоо, Гурванзагал и Сэргэлэн Восточного аймака Монголии. Хонхотан в частности упоминаются в составе монгольского рода юншиэбу (еншөөбу). Род бодончар зафиксирован в сомоне Дашбалбар Восточного аймака Монголии.
В Монголии также проживают носители родовых фамилий Бодончар, Жадаран (Жадран), Жүрхэн (Жүрхин, Журхин), Адархин, Хартахан, Гэнигэс, Ариган, Сүхэн, Суган, Суганууд, Хэйд, Хийд, Ханхад (Ханхас, Ханхан, Хангад, Хангадууд), Каркас, Хархас. Кроме них зарегистрированы носители непосредственно таких родовых фамилий как Нирун, Нирун Монгол, Нируун, Ниру, Нируу, Нурун, Нурууд, Нуруу, Нуруун. Носители фамилии Нирун проживают в Улан-Баторе и на территории следующих аймаков: Хэнтий, Архангай, Дорнод, Орхон, Өмнөговь, Сэлэнгэ, Завхан, Өвөрхангай, Баянхонгор, Булган, Төв, Дархан-Уул.
Во Внутренней Монголии зафиксированы носители следующих родовых имен: хонхотан, гинггияд (кингият), генигес, гэид, оронар, хабтурхас, уриед (предположительно, потомки чжоуреид либо джурьят). Среди хамниган-дулигатов отмечены роды нерон и сухан. В состав калмыков кости ики-бурул входит род сухад. Среди эвенков Аологуя, проживающих на территории Эвенкийского хошуна городского округа Хулун-Буир Внутренней Монголии, зафиксирован род хартакун.
Потомки таких ветвей нирун-монголов как борджигин, хатагин (монголы), хатагин (буряты), салджиут, тайджиут, сиджиут, чонос, нохос, ноёхон, урут, мангут, дурбэн, баарин, барлас, будаат, дуглат, бэсут, кият, бэлгунут, бугунут, арулат, сунит, уджиэт, хонхотан встречаются в составе монгольских народов на территории Монголии, Внутренней Монголии, Бурятии, Калмыкии, а также на остальных территориях традиционного проживания монгольских народов.
Согласно палеогенетическим исследованиям Ж. Сабитова, казахские племена Старшего жуза из объединения уйсун: шакшам, шапрашты, дулат, албан, суан, сары-уйсун, ошакты относятся к потомкам нирун-монголов из племени баарин. Прародителем уйсунов являлся Майкы-бий, сын Уйсуна. Как считает Сабитов, Уйсуна следует отождествлять со старцем Усуном из племени баарин, который являлся потомком Бодончара.